# José Luis Rico Jurado
José Luis Rico Jurado (Chipiona, provincia de Cádiz, 5 de agosto de 1974) es un exfutbolista español. Jugaba de defensa debutó en la Primera División de España con el Sevilla Fútbol Club.

## Trayectoria
Se inició como futbolista en las filas del Chipiona Club de Fútbol jugando en categorías juveniles y en el primer equipo. Esto le permitió ser seleccionado para el campeonato andaluz de provincias jugando con la selección de la provincia de Cádiz.
Tras la disputa de este campeonato fue fichado por el Sevilla Fútbol Club, donde jugó ocho años en las categorías inferiores, pero debutando en el primer equipo su último año, con Fernando Castro Santos de entrenador.
En la temporada 1998/99 fue contratado por el Real Jaén Club de Fútbol, con el que ascendió a la Segunda División. Posteriormente fue fichado por el Club Deportivo Linares de Segunda B. 
La temporada 2004/05 fue fichado por el Torredonjimeno Club de Fútbol de la Tercera División, con el que llegó a disputar una liguilla de ascenso a Segunda B. La temporada 2006/07 fue contratado por el Algeciras Club de Fútbol, con el que ascendió a Segunda B.

## Clubes
| Club              | País   | Año        |
| ----------------- | ------ | ---------- |
| Sevilla FC        | España | hasta 1998 |
| Real Jaén         | España | 1998-2002  |
| CD Linares        | España | 2002-2004  |
| Torredonjimeno CF | España | 2004-2006  |
| Algeciras CF      | España | 2006-2008  |